# Overath
Overath é uma cidade da Alemanha localizada no distrito de Rheinisch-Bergischer Kreis, região administrativa de Colônia, estado da Renânia do Norte-Vestfália.